# Projection (psychologie)
Pour les articles homonymes, voir Projection.
En psychologie, la projection consiste chez un sujet à transporter un élément de son espace psychique interne dans un monde qui lui est extérieur : un objet ou une personne.
En psychanalyse, la projection est un concept utilisé dans plusieurs domaines, spécialement convoqué par Sigmund Freud dans son analyse du cas Schreber.

## Sens général
Dans un sens très général, la « projection » peut se définir comme le « déplacement de quelque chose d'un espace à un autre, ou d'une partie de l'espace à une autre (le terme latin projectio, exactement repris en français, signifie “jet en avant”: on parlera ainsi d'une projection de gaz) ». Plus précisément, la « projection » désigne « une opération qui consiste à transporter une forme, ou certains éléments de cette forme, sur un support récepteur, réel (comme dans le cas d'une projection cinématographique) ou imaginaire (comme dans le cas de la géométrie projective [...]) ».

Selon Laplanche et Pontalis, le terme « projection » est « utilisé dans un sens très général en neurophysiologie et en psychologie pour désigner l'opération par laquelle un fait neurologique ou psychologique est déplacé et localisé à l'extérieur, soit en passant du centre à la périphérie, soit du sujet à l'objet ».
En psychologie et en psychanalyse, la projection correspond à l'opération mentale par laquelle une personne attribue à quelqu'un d'autre ses propres sentiments, dans le but de se sortir d'une situation émotionnelle vécue comme intolérable par elle: la personne n'a pas conscience d'appliquer ce mécanisme, justement car elle n'accepte pas les sentiments, ou sensations, qu'elle « projette » à l'extérieur, sur l'autre ou sur un objet. Il s'agit donc de mouvements pulsionnels intolérables, ou en tout cas, perçus comme tels.

## Le concept psychanalytique
La « définition de base » du terme « projection » se « retrouve dans la notion psychanalytique de projection ». Toutefois, précise Roger Perron, « sa spécification pose de difficiles problèmes relatifs aux espaces ainsi distingués, à leur distinction et à leur complémentarité: il s'agit alors en effet de ce que, après Freud, on désigne comme l'espace de la réalité psychique et l'espace de la réalité du monde extérieur ».
Sigmund Freud « a invoqué la projection pour rendre compte de différentes manifestations de la psychologie normale et pathologique ».

Après Freud, le concept psychanalytique de « projection » est l'un de ceux qui suscitera « d'intéressantes élaborations » comme « la notion connexe d'identification projective » chez Melanie Klein, puis chez Wilfred Bion.

### Freud
Selon Élisabeth Roudinesco et Michel Plon, Sigmund Freud utilise le terme « projection » « à partir de 1895, essentiellement pour définir le mécanisme de la paranoïa ».

#### Paranoïa
Au chapitre III des Nouvelles remarques sur les psychonévroses de défense (1896), la projection « est décrite comme une défense primaire qui est un mésusage d'un mécanisme normal consistant à chercher à l'extérieur l'origine d'un déplaisir ». Le paranoïaque, disent Jean Laplanche et Jean-Bertrand Pontalis, « projette ses représentations intolérables qui lui font retour du dehors sous forme de reproches ». Les deux auteurs citent Freud dans les Nouvelles remarques sur les psychonévroses de défense: « ... le contenu effectif reste intact mais il y a un changement dans l'emplacement de l'ensemble » (Freud, 1896).
Freud « invoque la projection, notamment dans l'étude du cas Schreber ». Mais d'après Laplanche et Pontalis qui réfèrent à Freud (Freud, Psychoanalytische Bemerkungen über einen autobiographischen beschriebenen Fall von Paranoïa, 1911), en y limitant « le rôle de la projection: elle n'est qu'une partie du mécanisme de la défense paranoïaque ».

## Critiques
Certaines études ont critiqué la théorie de Freud. La recherche sur la projection sociale soutient l'existence d'un effet de faux consensus selon lequel les êtres humains ont largement tendance à croire que les autres sont semblables à eux, et donc à "projeter" leurs traits personnels sur les autres. Cela s'applique à la fois aux bons et aux mauvais traits ; il ne s'agit pas d'un mécanisme de défense visant à nier l'existence du trait au sein du moi. Une étude des preuves empiriques d'une série de mécanismes de défense menée par Baumeister, Dale et Sommer (1998) a conclu que "le point de vue selon lequel les gens projettent sur les autres, de manière défensive, certains de leurs mauvais traits de caractère afin de nier qu'ils les ont n'est pas bien étayé". Cependant, Newman, Duff et Baumeister (1997) ont proposé un nouveau modèle de projection défensive dans lequel les efforts du répresseur pour supprimer les pensées relatives à ses traits indésirables rendent ces catégories de traits très accessibles, de sorte qu'elles sont utilisées d'autant plus souvent lorsqu'il s'agit de former des impressions sur les autres. La projection n'est alors qu'un sous-produit du véritable mécanisme défensif.[réf. nécessaire]

#### Textes-sources
- Freud,
  - Nouvelles remarques sur les psychonévroses de défense (Weitere Bemerkungen über die Abwehr-Neuropsychosen, 1896)
  - Le Président Schreber (Psychoanalytische Bemerkungen über einen autobiographischen beschriebenen Fall von Paranoïa, 1911), PUF, 2004,  (ISBN 2-13-054828-8)

#### Études générales
- Jean Laplanche et Jean-Bertrand Pontalis, Vocabulaire de la psychanalyse (1967), entrée « Projection », Presses universitaires de France, coll. « Quadrige Dicos Poche », 2007  (ISBN 2130560504)
- Dictionnaire de psychologie (sous la direction de Roland Doron et Françoise Parot), 1991, PUF Quadrige.
- Dictionnaire de la psychanalyse — dictionnaire actuel des signifiants, concepts et mathèmes de la psychanalyse (sous la direction de Roland Chemama), entrée: « projection », Éditions Larousse, 1993  (ISBN 2-03-720222-9)
- Jacques Postel, « Projection », dans Dictionnaire de la psychanalyse, Encyclopaedia Universalis / Albin Michel, Paris, 1997.
- Élisabeth Roudinesco et Michel Plon, Dictionnaire de la psychanalyse (1997), entrée « Projection », Paris, Librairie Arthème Fayard, 2011,  (ISBN 978-2-253-08854-7)
- Roger Perron, « Projection », in Alain de Mijolla (dir.), Dictionnaire international de la psychanalyse 2. M/Z, Paris, Hachette, 2005, p. 1539-1540  (ISBN 201279145X).